# Тарасовка (Чечельницкий район)
Тарасовка (укр. Тарасівка) — село на Украине, находится в Чечельницком районе Винницкой области.
Население по переписи 2001 года составляет 32 человека. Почтовый индекс — 24815. Телефонный код — 4351.
Занимает площадь 2,4 км².

## Адрес местного совета
24815, Винницкая область, Чечельницкий р-н, c. Рогозка, ул. Ленина, 225